# Navajo Steel Arch Highway Bridge
Ne doit pas être confondu avec Navajo Bridge.
Le Navajo Steel Arch Highway Bridge – ou Grand Canyon Bridge – est un pont en arc américain dans le comté de Coconino, en Arizona. Cet ancien pont routier livré en 1929 et reconverti en passerelle pour piétons depuis l'ouverture du nouveau Navajo Bridge en 1995 permet le franchissement du Marble Canyon, un canyon creusé par le Colorado. Protégé au sein de la Nation navajo dans sa partie sud-est, du parc national du Grand Canyon dans sa partie centrale et au sein de la Glen Canyon National Recreation Area dans sa partie nord-ouest, il est inscrit au Registre national des lieux historiques depuis le 13 août 1981. Il est par ailleurs classé parmi les Historic Civil Engineering Landmarks du monde par l'American Society of Civil Engineers.